# The Book Beri'ah - Tiferet
Tiferet est le disque numéro 6 du coffret The Book Beri'ah, troisième volet du projet Masada de John Zorn. Il est interprété par Klezmerson, un groupe mexicain qui combine influences juives et tziganes et rythmes mexicains. Il est publié en tant qu'album en juin 2019.

## Titres
| No | Titre    | Durée |
| -- | -------- | ----- |
| 1. | Hashawah | 4:28  |
| 2. | Middot   | 5:14  |
| 3. | Reshimu  | 5:36  |
| 4. | Sapir    | 4:16  |
| 5. | Ratzon   | 4:37  |
| 6. | Tomer    | 5:03  |
| 7. | Nekevah  | 5:25  |
| 8. | Zivugim  | 4:37  |

## Personnel
- Benjamin Schwartz - alto, piano, claviers
- Carina Lopez - basse
- Gustavo Nandayapa - batterie
- Maria Emilia Martinez - flûte
- Federico Schmucler - guitare
- Carlos Metta - percussion, jaranas
- Mauricio Moro "Osito" - saxophones
- Chatran Gonzalez - percussions

Invités
- Jair Alcala - accordéon
- Jose Paquito Hernandez - bajo sexto
- Bernardo Ron, Alex Otaola, Todd Clouser - guitares
- Misha Marks - cor
- Fausto Palma - oud, sarangi
- Dan Zlotnik - saxophone
- Edson Ontiveros, Rolando Morejon - violon
- Omar Medina - jarana, leona